# 约翰·吉尔比
约翰·吉尔比（英語：John Gilby，1900年12月13日—1985年6月8日），新西兰男子赛艇运动员。他曾代表新西兰参加1930年大英帝国运动会赛艇比赛，获得男子八人单桨有舵手银牌。